# Bœhmère à fleurs pendantes
Boehmeria penduliflora
Espèce
Synonymes
- Boehmeria macrophylla D. Don, 1825[1]
- Boehmeria penduliflora Wall. ex Wedd.

La Bœhmère à fleurs pendantes (Boehmeria penduliflora) est une espèce de plantes à fleurs de la famille des Urticacées. C'est une plante arbustive, originaire d'Asie tempérée et d'Asie tropicale (Chine, Bhoutan, Nord de l’Inde, Népal, Nord du Laos, Myanmar, Thaïlande, Viêt Nam), et introduite en république de Maurice et à La Réunion.

## Description
Les fleurs sont groupées en petite sphères sur de longs chatons pendants. Cette caractéristique vaut à la plante d'être nommée en créole bois chapelet sur l'île de La Réunion, où elle est considérée comme invasive.
C'est une espèce pionnière prenant la place des plantes indigènes. Il est à craindre de B. penduliflora et Boehmeria macrophylla une hybridation avec Boehmeria stipularis, entraînant à terme l'extinction de cette espèce endémique de La Réunion.